# Antonio David Flores
Antonio David Flores Carrasco (Málaga, 24 de abril de 1975) es un personaje mediático y tertuliano español.

## Biografía
En 1995 adquirió notoriedad pública cuando inició una relación con Rocío Carrasco, hija de la popular cantante Rocío Jurado y el boxeador retirado Pedro Carrasco, mientras se encontraba realizando el período de prácticas como agente de la Guardia Civil. Desde sus inicios, la pareja fue habitual en la prensa rosa y en el novedoso formato de crónica social Tómbola. Contrajeron matrimonio el 31 de marzo de 1996, después de un año de convivencia, en la Dehesa Yerbabuena (Castilblanco de los Arroyos) propiedad de Rocío Jurado y el torero José Ortega Cano. El evento fue cubierto por todos los medios de comunicación. De este matrimonio nacieron dos hijos, Rocío Flores Carrasco, y dos años después, David. En 1997 abandonó la Guardia Civil tras una condena por malversación de caudales públicos al quedarse, junto a un compañero, con el dinero de una multa por infracción de tráfico. En 1999, el matrimonio con Rocío Carrasco llegó a su fin de común acuerdo. El divorcio originó una larga disputa judicial por la manutención y la custodia de sus hijos. Esta circunstancia generó una gran cantidad de horas de televisión en programas especializados y la venta de contenido para las publicaciones en prensa rosa sobre los detalles de proceso con argumentos y opiniones de personas de su entorno personal y familiar. El matrimonio fue declarado nulo por el Tribunal de la Rota.
Flores participó desde el año 2000 en numerosos programas de televisión como Tómbola (Canal Nou), Salsa rosa, Sábado Dolce Vita, El ventilador y La noria en Telecinco. También comenzó a intervenir de manera periódica o como tertuliano en los programas televisivos Crónicas Marcianas, A tu lado, El Programa de Ana Rosa, Enemigos íntimos y Sálvame. En estos programas es habitual la intervención de personas de su entorno personal y familiar en asuntos relacionados con su vida personal como sus relaciones sentimentales, amistades, problemática entre familiares, etc.
Además, a lo largo de los años, participó en programas de telerrealidad de audiencias masivas como Acorralados (2011), Mujeres y hombres y viceversa (2013), Gran Hermano VIP 7 (2019), Ven a cenar conmigo: Gourmet edition, La última cena (2020)
Contrajo matrimonio en segundas nupcias en 2009 con Olga Moreno. Con ella tiene una hija, Lola (2012).
En 2016, su exesposa Rocío Carrasco le interpuso una denuncia alegando un supuesto maltrato psicológico. En 2018 la causa fue sobreseída siendo posteriormente recurrido el archivo ante instancias superiores de justicia. El sobreseimiento fue ratificado por el Tribunal Supremo.
El 20 de septiembre de 2021 el Juzgado de lo Social número 42 de Madrid declaró nulo el despido de Antonio David de la productora La Fábrica de la Tele, que tuvo lugar en marzo de ese año, tras la emisión de los dos primeros episodios de la serie documental Rocío, contar la verdad para seguir viva. La emisión de este documental, de la productora La Fábrica de la Tele, supuso la desvinculación profesional de la cadena Telecinco y la empresa Mediaset España con Flores.El Mundo La Justicia condena al 'tribunal' de 'Sálvame' por el despido improcedente a Antonio David Flores

## Televisión

### Programas de televisión
| Año         | Título                        | Cadena    | Notas       |
| ----------- | ----------------------------- | --------- | ----------- |
| 2000-2005   | Crónicas marcianas            | Telecinco | Colaborador |
| 2004 - 2007 | A tu lado                     | Telecinco | Colaborador |
| 2005 - 2006 | El programa de Ana Rosa       | Telecinco | Colaborador |
| 2010; 2014  | De buena ley                  | Telecinco | Colaborador |
| 2010 - 2011 | Enemigos íntimos              | Telecinco | Colaborador |
| 2013 - 2017 | Mujeres y hombres y viceversa | Telecinco | Colaborador |
| 2017; 2020  | Supervivientes                | Telecinco | Colaborador |
| 2019 - 2021 | Sálvame                       | Telecinco | Colaborador |
| 2019 - 2021 | Sábado Deluxe                 | Telecinco | Colaborador |

### Concursos
| Año  | Título             | Cadena    | Notas                        |
| ---- | ------------------ | --------- | ---------------------------- |
| 2011 | Acorralados        | Telecinco | Concursante - 7.º expulsado  |
| 2019 | Gran Hermano VIP 7 | Telecinco | Concursante - 11.º expulsado |